# Шматько, Леонид Александрович
Шматько Леонид Александрович (1917—1981) — советский украинский живописец, художник монументального искусства. Заслуженный художник Украинской ССР (1977).

## Биография

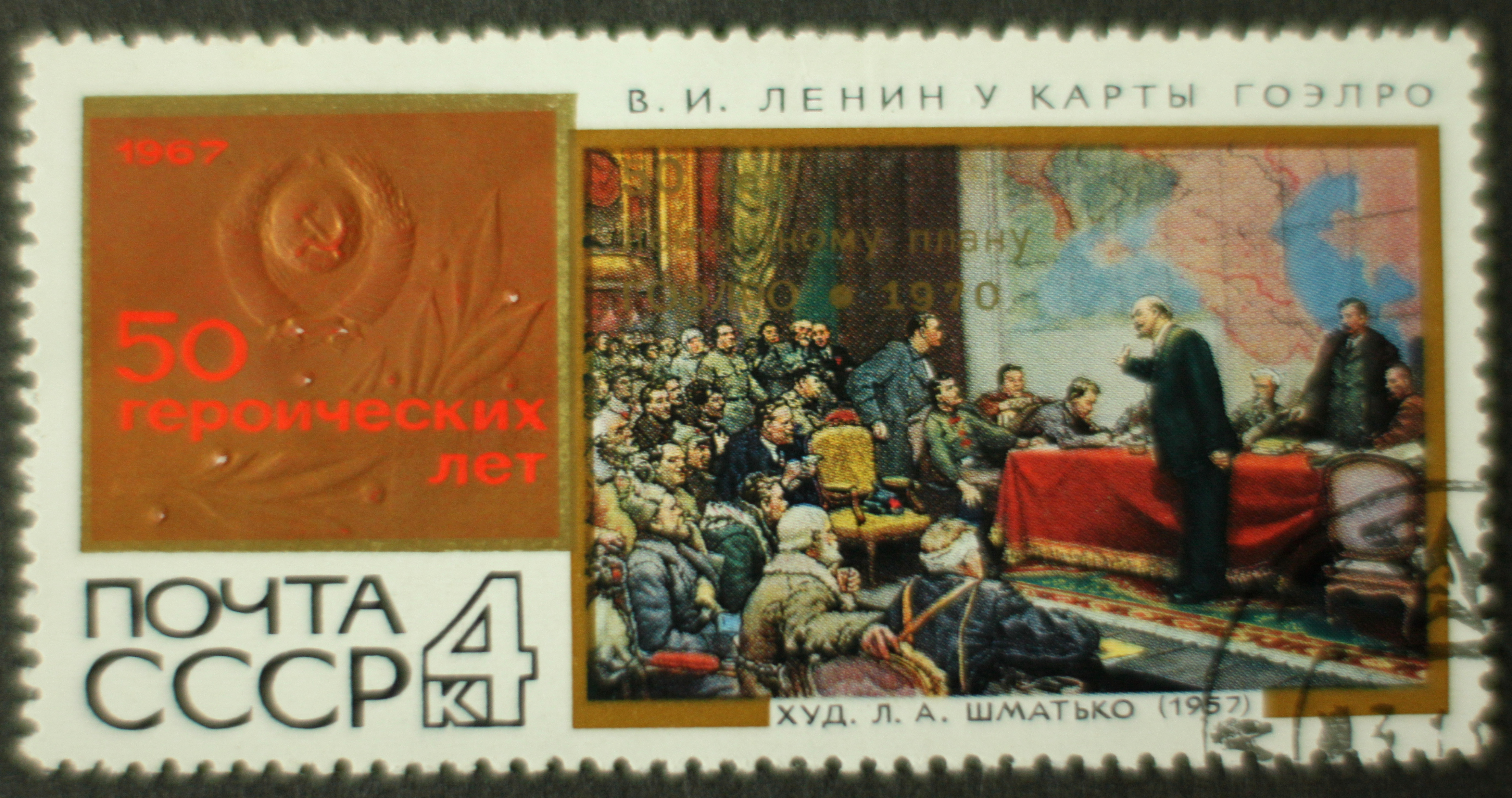
«Ленин у карты ГОЭЛРО», 1957 год

Родился 12 марта 1917 года в г. Харькове.
Закончил Харьковский государственный художественный институт (1937—1941; 1946—1949), где обучался у С. Прохорова, А. Кокеля, С. Беседина.
Участник республиканских и всесоюзных выставок с 1949 года.
Член Харьковской организации Союза художников Украины с 1951 года.
Умер 4 февраля 1981 года также в Харькове.
Наиболее известной картиной художника является «В. И. Ленин у карты ГОЭЛРО».

## Награды и звания
- Медаль «За трудовое отличие» (1951)[2].
- Заслуженный художник Украинской ССР (1977).